# Revelation
『Revelation』（リヴェレイション）は1995年9月21日にair RECORDSから発売された稲垣潤一の8枚目となるベスト・アルバム。

## 解説
air RECORDS移籍第一弾となるアルバム。
アルバムタイトルは「黙示」の意味の他に「新たな真実」を現わしている。
1〜3枚目のアルバムから選曲された全18曲を収録。ボーナス・ディスク「一人のままで〜There's No Shoulder〜（Remake Version）」を収録した8cmCDを付属。

## 収録曲

### CD
1. 蒼い追憶
2. 246:3AM
3. ドラマティック・レイン
4. エスケイプ
5. 月曜日にはバラを
6. コインひとつのエピローグ
7. MARIA
8. 海鳴りに誘われて
9. 夏の行方
10. ロング・バージョン
11. 一人のままで〜There's No Shoulder〜
12. 言い出せなくて
13. 夏のクラクション
14. （揺れる心に）フェード・アウト
15. ジンで朝まで
16. LONG AFTER MID-NIGHT
17. 雨のリグレット
18. 生まれる前にあなたと・・・

### 《Bonus Single》
1. 一人のままで〜There's No Shoulder〜（Remake Version）